# Mary Mulvihill
Mary Mulvihill (1er septembre 1959 - 11 juin 2015) est une scientifique irlandaise, présentatrice de radio, autrice et éducatrice. Elle fonde et est la première présidente de Women in Technology and Science (WITS). Elle est considérée comme une pionnière de la communication scientifique en Irlande. Elle figure sur la liste des 100 meilleures femmes en STEM de Silicon Republic.

## Jeunesse
Mulvihill étudie au Trinity College de Dublin, où elle est élue chercheuse en sciences naturelles en 1979 et obtient un diplôme en génétique en 1981. Elle finit ensuite un master en statistique en 1982 à Trinity. Jusqu'en 1987, elle travaille comme attachée de recherche pour An Foras Taluntais (aujourd'hui Teagasc). Elle fréquente ensuite la Dublin City University pour étudier le journalisme, obtenant un diplôme en 1988.

## Carrière
Mulvihill travaille principalement en tant que pigiste indépendante, en tant qu'écrivaine, diffuseuse et en développant la ressource en ligne d'Ingenious Ireland. Elle siège au Conseil irlandais pour la bioéthique et comme membre du conseil de l'Industrial Heritage Association of Ireland.

### Vulgarisation scientifique
Mulvihill est la créatrice et l'animatrice d'un certain nombre de séries scientifiques populaires pour RTÉ Radio 1 et Lyric FM. Deux des séries radiophoniques qu'elle développe sont centrées sur les collections des jardins botaniques nationaux, Washed, Pressed and Dried (2007) et du Natural History Museum, Chopped, Pickled, and Stuffed (2006).
Son travail dans le domaine de la radiodiffusion l'amène à développer une série de visites à pied de Dublin qui abordent l'histoire scientifique,. Ces visites sont également disponibles sous forme de podcasts. L'un des chemins qu'elle développe est Dublin by Numbers, en collaboration avec l'Institution of Engineers of Ireland, qui se concentre sur les endroits à Dublin concernant les mathématiques. Le site Web d'accompagnement cartographie aussi les lieux d'intérêt historique liés aux STEM en Irlande, ainsi que les sites d'intérêt écologique et archéologique. Un ensemble similaire de visites audio est développé par Mulvihill, en collaboration avec Matthew Jebb pour les jardins botaniques nationaux.

### Women in Technology and Science
Mulvihill est une défenseuse des sciences, de la technologie, de l'ingénierie et des mathématiques (STEM), en particulier l'histoire et les biographies des femmes impliquées dans les STEM. Elle fonde le groupe Women in Technology and Science (WITS) en 1990 et en est la première présidente. WITS est un groupe de plaidoyer et de réseautage pour les femmes dans les domaines des STEM en Irlande. L'une des ressources que WITS fournit est un registre des femmes irlandaises dans les STIM intéressées à siéger à des conseils et à des panels professionnels ou de conférence.
En 2014, elle lance l'exposition SeaScience et Exploration Zone au Galway City Museum.

### Activités éditoriales
Mulvihill est corédactrice en chef du magazine bimensuel Technology Ireland d’Enterprise Ireland. Elle contribue également régulièrement à The Irish Times. Elle écrit un certain nombre de livres et édite deux volumes de biographies historiques de femmes pour WITS. Pour son livre, Ingenious Ireland: A County-by-County Exploration of Irish Mysteries and Marvels, elle reçoit le Irish National Science and Technology Journalist of the Year pour l'année 2002-3, que les juges décrivent comme « un livre méticuleusement étudié et extrêmement impressionnant ». Avec ce livre, elle remporte également le prix IBM Science Journalist of the Year.
Mulvihill est également blogueuse et participe à l'initiative Women Invent de Silicon Republic. Elle organise sa liste des plus grandes femmes inventrices d'Irlande, dans laquelle les plus jeunes sont encouragés à voter pour leur préférée.

## Publications
- (dir.) Stars, Shells, & Bluebells: Women Scientists and Pioneers, Dublin, Women in Technology and Science (WITS), 1997.
- Ingenious Ireland: A County-by-County Exploration of Irish Mysteries and Marvels, Dublin, Town House, 2002.
- (dir.) Lab Coats and Lace, Dublin, Women in Technology and Science (WITS), 2009.
- Drive Like a Woman, Shop Like a Man, Dublin, New Island Books, 2009.
- Ingenious Dublin, e-book Ingenious Ireland, 2012.

## Vie privée
Mulvihill est mariée au physicien théoricien écossais Brian Dolan de l'Université nationale d'Irlande à Maynooth. Elle meurt le 11 juin 2015, à l'âge de 55 ans. WITS célèbre son 25e anniversaire le 3 novembre 2015 avec une conférence en sa mémoire et une conférence à l'école d'été Robert Boyle 2015 à Lismore, dans le comté de Waterford, lui est également dédiée.
En 2016, la famille et les amis de Mary Mulvihill créent le Mary Mulvihill Memorial Award pour commémorer son travail dans le journalisme scientifique et la communication scientifique. Le prix est décerné à un étudiant d'un établissement d'enseignement supérieur irlandais qui représente le mieux « la curiosité, la créativité et l'imagination de la narration ».